# Karnawal (película)
Karnawal es una película de drama y coming-of-age de 2020 producida entre Argentina, Bolivia, Brasil, Chile, México y Noruega que está dirigida por Juan Pablo Félix. Narra la historia de un adolescente que se reencuentra con su padre y juntos se embarcan en un viaje, donde salen a la luz verdades que preferirían no saber y se verán envueltos en situaciones críticas. Está protagonizada por Alfredo Castro, Martín López Lacci, Mónica Lairana y Diego Cremonesi.
La película tuvo su estreno mundial el 21 de marzo de 2020 durante el Festival de Cine Latinoamericano de Toulouse y luego recorrió otros festivales, en los cuales se hizo acreedora de varios premios. En las salas de cines de Argentina tuvo su estreno el 23 de septiembre de 2021 bajo la distribución de Cine Tren. La cinta recibió la aclamación por parte de los críticos especializados.
Karnawal fue la película que más nominaciones recibió en la 16.ª edición de los Premios Sur con un total de catorce candidaturas, de las cuales se alzó con 8 galardones, incluyendo «Mejor Película», «Mejor Dirección» y «Mejor Guion Original». En la 9.ª edición de los Premios Platino recibió el galardón a la «Mejor Ópera Prima de Ficción» y a la «Mejor Interpretación Masculina de Reparto» (por Castro).

## Sinopsis
La trama sigue la vida de «Cabra», un adolescente que vive con su madre y la pareja de ésta en el norte de Argentina, donde se dedica a bailar en competencias de malambo. Sin embargo, un día recibe inesperadamente la visita de su padre biológico, un estafador que recientemente salió de la cárcel y los invita a embarcarse en un viaje, cuya finalidad trae consigo motivos ocultos que Cabra y su madre no se esperan.

## Elenco
- Alfredo Castro como «El Corto»
- Martin López Lacci como «Cabra»
- Mónica Lairana como Rosario
- Diego Cremonesi como Eusebio
- Adrián Fondari como «Tucumano»
- Sergio Prina como «Pantera»
- José Luis Arias como Pérez Varela
- Ángel Apolonio Cruz como Tero Agüero
- Fernando Lamas Ventura como Álvaro
- Rodolfo Gustavo Sosa  como el Ruso

## Recepción

### Comentarios de la crítica
La película recibió críticas positivas por parte de la prensa. En el portal de internet Todas las críticas tiene una aprobación de 74% basado en 14 reseñas. Ezequiel Boetti del sitio web Otros cines otorgó a la película 3 estrellas y media, alegando que «el resultado es una película serena». Por su parte, Diego Brodersen del diario Página 12 otorgó a la cinta una calificación de 6 puntos, destacando las actuaciones de Castro, Lairana y Cremonesi, como así también resaltó el trabajo de Félix como director diciendo que «sabe alternar los planos más generales con los detalles de acción y reacción de los actores».
En una reseña para la página Escribiendo cine, Fernando Brenner elogió el trabajo de Félix, asegurando que se trata de un «auspicioso debut», en el que «tiene muy en claro lo que quiere contar y mostrar». Por otro lado, Daniel Álvarez de La butaca valoró el guion, manifestando que «el diálogo es preciso y no da muchas resoluciones a la trama pues el objetivo es llegar hacia el cometido del protagonista, así que los trasfondos quedarán a cargo de nosotros». Mario Betteo de Cine argentino hoy destacó la interpretación de López Lacci, describiéndola como un «espléndido hallazgo».

### Premios y nominaciones
| Lista de premios y nominaciones | Lista de premios y nominaciones                | Lista de premios y nominaciones           | Lista de premios y nominaciones       | Lista de premios y nominaciones | Lista de premios y nominaciones |
| Año                             | Organización                                   | Categoría                                 | Nominado/a(s)                         | Resultado                       | Ref(s)                          |
| ------------------------------- | ---------------------------------------------- | ----------------------------------------- | ------------------------------------- | ------------------------------- | ------------------------------- |
| 2020                            | Festival de Cine Latinoamericano de Toulouse   | Cine en Construcción                      | Karnawal                              | Ganador                         | [ 15 ]                          |
| 2020                            | Festival Internacional de Cine en Guadalajara  | Mejor Director                            | Juan Pablo Félix                      | Ganador                         | [ 16 ]                          |
| 2020                            | Festival Internacional de Cine en Guadalajara  | Mejor Actor                               | Alfredo Castro                        | Ganador                         | [ 16 ]                          |
| 2021                            | Festival de Cine Latinoamericano de Toulouse   | Mención Especial – Interpretación         | Alfredo Castro                        | Ganador                         | [ 17 ]                          |
| 2021                            | Festival de Málaga                             | Mejor Película Iberoamericana             | Karnawal                              | Ganador                         | [ 18 ]                          |
| 2021                            | Festival de Málaga                             | Mejor Actor de Reparto                    | Alfredo Castro                        | Ganador                         | [ 18 ]                          |
| 2021                            | Santiago Festival Internacional de Cine        | Mejor Película                            | Karnawal                              | Ganador                         | [ 19 ]                          |
| 2021                            | Santiago Festival Internacional de Cine        | Mejor Actor                               | Martin López Lacci                    | Ganador                         | [ 19 ]                          |
| 2021                            | Festival Internacional de Cine de Viña del Mar | Mención Especial                          | Karnawal                              | Ganador                         | [ 20 ]                          |
| 2021                            | Festival Internacional de Cine de Viña del Mar | Premio del Público                        | Karnawal                              | Ganador                         | [ 20 ]                          |
| 2021                            | Festival Internacional de Cine de Tofifest     | Mención Especial                          | Karnawal                              | Ganador                         | [ 21 ]                          |
| 2021                            | Festival International de Cine de Aubagne      | Mejor Música                              | Leonardo Martinelli                   | Ganador                         | [ 21 ]                          |
| 2021                            | Festival de Cine de Western de Almería         | Mejor Película – Premio del Público       | Karnawal                              | Ganador                         | [ 21 ]                          |
| 2021                            | Premios Sur                                    | Mejor Película                            | Karnawal                              | Ganador                         | [ 22 ]                          |
| 2021                            | Premios Sur                                    | Mejor Dirección                           | Juan Pablo Félix                      | Ganador                         | [ 22 ]                          |
| 2021                            | Premios Sur                                    | Mejor Ópera Prima                         | Karnawal                              | Ganador                         | [ 22 ]                          |
| 2021                            | Premios Sur                                    | Mejor Actor                               | Martín López Lacci                    | Nominado                        | [ 22 ]                          |
| 2021                            | Premios Sur                                    | Mejor Actriz de Reparto                   | Mónica Lairana                        | Ganadora                        | [ 22 ]                          |
| 2021                            | Premios Sur                                    | Mejor Actor de Reparto                    | Alfredo Castro                        | Ganador                         | [ 22 ]                          |
| 2021                            | Premios Sur                                    | Mejor Actor de Reparto                    | Diego Cremonesi                       | Nominado                        | [ 22 ]                          |
| 2021                            | Premios Sur                                    | Mejor Actor Revelación                    | Martín López Lacci                    | Ganador                         | [ 22 ]                          |
| 2021                            | Premios Sur                                    | Mejor Guion Original                      | Juan Pablo Félix                      | Ganador                         | [ 22 ]                          |
| 2021                            | Premios Sur                                    | Mejor Fotografía                          | Ramiro Civita                         | Nominado                        | [ 22 ]                          |
| 2021                            | Premios Sur                                    | Mejor Montaje                             | Luz López Mañe y Eduardo Serrano      | Nominados                       | [ 22 ]                          |
| 2021                            | Premios Sur                                    | Mejor Dirección de Arte                   | Daniela Villela                       | Nominada                        | [ 22 ]                          |
| 2021                            | Premios Sur                                    | Mejor Sonido                              | Lena Esquenazi                        | Nominada                        | [ 22 ]                          |
| 2021                            | Premios Sur                                    | Mejor Música Original                     | Leonardo Martinelli                   | Ganador                         | [ 22 ]                          |
| 2022                            | Premios Platino                                | Mejor Ópera Prima de Ficción              | Karnawal                              | Ganador                         | [ 23 ]                          |
| 2022                            | Premios Platino                                | Mejor Interpretación Masculina de Reparto | Alfredo Castro                        | Ganador                         | [ 23 ]                          |
| 2022                            | Premios Argentores                             | Mejor Guion Original                      | Juan Pablo Félix                      | Ganador                         | [ 24 ]                          |
| 2022                            | Premios Cóndor de Plata                        | Mejor Película                            | Karnawal                              | Nominada                        | [ 25 ]                          |
| 2022                            | Premios Cóndor de Plata                        | Mejor Ópera Prima                         | Karnawal                              | Ganadora                        | [ 25 ]                          |
| 2022                            | Premios Cóndor de Plata                        | Mejor Actriz de Reparto                   | Mónica Lairana                        | Ganadora                        | [ 25 ]                          |
| 2022                            | Premios Cóndor de Plata                        | Mejor Actor de Reparto                    | Alfredo Castro                        | Ganador                         | [ 25 ]                          |
| 2022                            | Premios Cóndor de Plata                        | Mejor Actor de Reparto                    | Diego Cremonesi                       | Nominado                        | [ 25 ]                          |
| 2022                            | Premios Cóndor de Plata                        | Revelación Masculina                      | Martín López Lacci                    | Nominado                        | [ 25 ]                          |
| 2022                            | Premios Cóndor de Plata                        | Mejor Guion Original                      | Juan Pablo Félix                      | Nominado                        | [ 25 ]                          |
| 2022                            | Premios Cóndor de Plata                        | Mejor Fotografía                          | Ramiro Civita                         | Nominado                        | [ 25 ]                          |
| 2022                            | Premios Cóndor de Plata                        | Mejor Música Original                     | Leonardo Martinelli                   | Nominado                        | [ 25 ]                          |
| 2022                            | Premios Cóndor de Plata                        | Mejor Diseño Vestuario                    | Regina Calvo y Gabriela Varela Laciar | Ganadores                       | [ 25 ]                          |
| 2022                            | Premios Cóndor de Plata                        | Mejor Dirección de Arte                   | Daniela Villela                       | Nominada                        | [ 25 ]                          |
| 2022                            | Premios Cóndor de Plata                        | Mejor Maquillaje y Caracterización        | Nancy Marignac                        | Nominada                        | [ 25 ]                          |